# Colobostruma nancyae
Colobostruma nancyae é uma espécie de formiga do gênero Colobostruma, pertencente à subfamília Myrmicinae.